# Budgetcoach
Een budgetcoach is iemand die mensen helpt met hun financiële huishouding. Dit kan al dan niet tegen een vergoeding zijn.
Een budgetcoach werkt als zelfstandig ondernemer, in loondienst of als vrijwilliger. De budgetcoach treedt op als (tijdelijke) coach en creëert overzicht in de inkomsten en uitgaven. De coach maakt veelal een budgetplan, dat is afgestemd op de persoonlijke situatie. Het plan is gericht op een betere balans tussen de inkomsten en de uitgaven.
Ook leert de cliënt hoe een goede thuisadministratie wordt opgezet. Bij grotere financiële problemen, met name schulden, wordt men doorverwezen naar de schuldhulpverlening.

## Hulpvragers
Jongeren, volwassenen en ouderen kunnen in financiële problemen komen, doordat ze het overzicht over hun geldzaken kwijt zijn. Om uiteenlopende redenen wordt er meer geld uitgegeven dan er binnenkomt. Mensen met financiële zorgen, missen vaak de kracht en het inzicht om zelf de draad weer op te pakken. Door niet of nauwelijks oplosbare schulden dreigen mensen hun maatschappelijke status te verliezen. Door het op tijd inschakelen van een budgetcoach, voorkomen zij problematische schulden of administratieve chaos. Geprobeerd wordt om mensen in een vroeg stadium te helpen, zodat ze niet in de schuldhulpverlening terecht hoeven komen. De bedoeling is om mensen weer zicht op hun financiën te geven en daar zelfstandig en op een verantwoorde wijze mee om te gaan.

## Werkwijze
Een budgetcoach komt meestal bij de cliënt aan huis. Nadat mensen contact hebben opgenomen volgt er meestal een intake- of kennismakingsgesprek. Daarna worden de inkomsten en uitgaven op een rij gezet om inzicht in de financiële situatie van de cliënt te krijgen. De budgetcoach onderzoekt vervolgens of de cliënt ergens 'geld laat liggen'. Hierbij kan bijvoorbeeld worden gedacht aan een belastingteruggave, een persoonlijke subsidie, toeslagen, vrijstellingen van belastingen of heffingen, besparingsmogelijkheden of het verhogen van het inkomen. Naast het vinden van oplossingen is het de bedoeling dat men nieuwe inzichten en vaardigheden aanleert om het oude bestedingspatroon te veranderen en voortaan zelfstandig te leren omgaan met het nieuwe veelal beperktere budget.

## Instellingen
Budgetcoaches kunnen zelfstandig werkzaam zijn of werken bij een organisatie, zoals een welzijnsinstelling, een budgetwinkel, een gemeente, een woningbouwcorporatie, een instelling voor inkomensbeheer, (thuis)zorgcentra, een onderwijsinstelling, een nutsbedrijf of opereren als commercieel bedrijf met een bepaalde gekozen beloningsvorm. 

## Vereniging
NVVBS, Nederlandse vereniging van budgetcoaches en schuldhulpverleners. NVVBS is in 2012 ontstaan als NVVBC en om in 2018 ook de schuldhulpverleners een mogelijkheid te willen bieden om zich te kunnen aansluiten is de naam gewijzigd in NVVBS.